# 糠信泰州
糠信 泰州（ぬかのぶ たいしゅう、1998年〈平成10年〉1月22日 - ）は、日本の俳優である。東京都出身。2022年3月31日までアービング所属。

## 略歴
2018年度のミスター慶應理工コンテストのグランプリを受賞。
2019年5月に舞台「弱虫ペダル 新インターハイ篇～制・限・解・除（リミットブレイカー）～」の主人公・小野田坂道役に抜擢され、本作が初舞台・初主演作となった。
2020年3月、慶應義塾大学理工学部数理科学科卒業。
2022年3月31日をもって所属事務所アービングを退所すること、当面仕事を休止することをTwitterにて発表した。

## 人物
- 趣味は将棋、サッカー、アコースティックギター、キックボクシング、勉強[1]。
- 特技は暗算。暗算検定2段[1]。

## 出演

### 舞台
- 舞台『弱虫ペダル』 - 主演：小野田坂道 役
  - 新インターハイ篇〜制・限・解・除（リミットブレイカー）〜（2019年5月10日 - 19日、シアター1010 / 5月25日 - 26日、浪切ホール）[5]
  - 新インターハイ篇FINAL〜POWER OF BIKE〜（2020年2月21日 - 23日、天王洲 銀河劇場 / 2月27日 - 29日、メルパルク大阪ホール）[6]
- PERSONA5 the stage（2019年12月13日 - 15日、メルパルクホール / 12月19日 - 29日、天王洲銀河劇場） - 三島由輝 役[7]
- Collar×Malice -榎本峰雄編＆笹塚尊編-（〈公演時期未定〉、こくみん共済 coopホール / スペース・ゼロ 他） - 星野香月 役[8]
- ウェールズの赤竜〜アーサー王伝説〜（2020年8月19日 - 24日、シアターサンモール） - マーリン 役[9]
- PERSONA5 the stage #2（2020年10月1日 - 4日、KT Zepp Yokohama / 10月17日 - 18日、サンケイホールブリーゼ） - 三島由輝 役

### テレビドラマ
- 妖怪! 百鬼夜高等学校（2018年10月18日 - 12月28日、BS日テレ） - のっぺらぼう 役[10]
- サウナーマン〜汗か涙かわからない〜 第1話（2019年8月26日、ABCテレビ） - シマウマユージ 役[11]

### CM
- docomo「ｄアニメストア」（2018年5月）
- SBI「ソーシャルレンディング」（2018年10月）
- LINE ゲームサイト「KoToro」（2018年10月）[12]
- リクルート「はたらいく」（2018年12月）

### PV
- ハジ→ 「カタオモイ。」（2018年10月）

### その他
- 途中下車の恋街（2018年7月、AbemaTV）
- 私の年下王子さま Winter Lovers 第9話 - 最終話（2018年12月 - 2019年1月、AbemaTV）
- 戦国炒飯TV うつけ坂49 小河愛平役(2020年8月1日ー2020年12月30日東京MXほか)
- 猫のひたいほどワイド（2021年4月7日 - 2022年3月30日 テレビ神奈川）- 猫の手も借り隊（水曜グリーン）
- される僕ら(仮) 〜#レギュラーになってないのかよ！〜 (2021年12月17日 - テレビ神奈川他)